# Lepidochrysops hypopolia
Lepidochrysops hypopolia е изчезнал вид насекомо от семейство Синевки (Lycaenidae).

## Разпространение
Видът е бил ендемичен за Южна Африка.